# La crociera (miniserie televisiva)
La crociera è una miniserie televisiva italiana trasmessa in prima visione del 2001.

## Cast
La fiction è diretta da Enrico Oldoini e con protagonista Anna Galiena. Nel cast, figurano inoltre Vittoria Puccini, Bernd Herzsprung, Ruth-Maria Kubitschek, Giustino Durano, Fabio Sartor e Nino Frassica.

## Distribuzione
La miniserie, in 2 puntate, fu trasmessa per la prima volta da Rai 1 in prima serata giovedì 14 e venerdì 15 giugno 2001.

## Trama
La quarantenne Laura si concede una settimana di crociera sul Mar Adriatico e sul Mar Egeo assieme alla figlia diciassettenne Giulia e ai genitori, che festeggiano i 50 anni di matrimonio. A casa è rimasto il fidanzato di Laura, Simone, caporedattore del giornale per cui Laura lavora.
Sulla nave, Laura si innamora, ricambiata, di un comandante di nome Paolo. Quello che non può immaginare è che anche la figlia Giulia, che in precedenza si era interessata ad un giovane componente dell'equipaggio di nome Marco, si prenderà una cotta per Paolo, dopo essere stata salvata da quest'ultimo nel corso di un'escursione in cui la ragazza aveva rischiato l'annegamento.
Nel frattempo, anche Simone decide di raggiungere Laura a bordo della nave.

## Produzione
- Le riprese iniziarono a metà agosto del 2000[8]
- La fiction è stata realizzata a bordo della Costa Classica, una nave della flotta della Costa Crociere[8]
- Nella fiction, oltre agli attori, sono apparse anche persone comuni che stavano veramente in viaggio sulla nave[1][7]